# 奥田為熊
奥田 為熊（奥田 爲熊、おくだ ためくま、1871年7-8月（明治4年6月） - 没年不明）は、大日本帝国陸軍軍人。最終階級は陸軍少将。功四級。

## 経歴・人物
周防山口藩（現・山口県）出身。1893年（明治26年）陸軍士官学校第4期卒業。
1915年（大正4年）2月に久留米連隊区司令官、同年8月に陸軍歩兵大佐、1916年（大正5年）8月に歩兵第18連隊長、1918年（大正7年）11月に近衛歩兵第1連隊長、1919年（大正8年）7月に陸軍少将・歩兵第40旅団長を経て、1922年（大正11年）8月に待命、翌年3月に予備役に編入した。
1947年（昭和22年）11月28日、公職追放仮指定を受けた。

## 栄典
位階
- 1894年（明治27年）5月1日 - 正八位[4]

勲章
- 1899年（明治32年）3月31日 - 勲五等双光旭日章[5]
- 1940年（昭和15年）8月15日 - 紀元二千六百年祝典記念章[6]